# 엄마는 창녀다
"엄마는 창녀다"(영어: Mother Is A Whore)는 2011년에 개봉한 대한민국의 영화이다.

## 캐스팅
- 이상우 : 이상우 역
- 이용녀 : 상우 엄마 역
- 권범택 : 상우 아빠 역
- 유애경 : 조희수 역
- 정태원 : 조희철 역
- 김지희 : 상우 새엄마 역
- 오영근 : 게이 소년 역
- 박진훈 : 사이비 목사 역
- 이동민 : 목사 조수 역
- 최교식 : 휠체어 남자 역
- 유신희 : 휠체어 남자 딸 역
- 장준호 : 간질 남자 역
- 김영숙 : 간질남 엄마 역
- 이정한 : 예비군 1 역
- 권택주 : 예비군 2 역
- 이태옥 : 동전 남자 역
- 연창흠 : 전화 남자 1 역
- 임은혁 : 전화 남자 2 역
- 조영직 : 자동차 남자 역
- 김영동 : 할아버지 역
- 정세미 : 광신도 1 역
- 박서영 : 광신도 2 역
- 이현호 : 광신도 3 역
- 곽경란 : 광신도 4 역
- 구하성 : 광신도 5 역